# برانگوویچ
برانگوویچ (به صربی: Brangović) یک منطقهٔ مسکونی در صربستان است که در والیفو واقع شده‌است. برانگوویچ ۱۷۲ نفر جمعیت دارد.